# Маркус Винисиус (боец смешанных единоборств)
Ма́ркус Вини́сиус Бо́ргис Панси́ни (порт.-браз. Marcos Vinicius Borges Pancini; род. 5 декабря 1979, Сан-Жозе-дус-Пиньяйс) — бразильский боец смешанного стиля, представитель полулёгкой, легчайшей и наилегчайшей весовых категорий. Выступает на профессиональном уровне начиная с 2008 года, известен прежде всего по участию в турнирах бойцовской организации UFC, участник бойцовского реалити-шоу The Ultimate Fighter.

## Биография
Маркус Винисиус родился 5 декабря 1979 года в муниципалитете Сан-Жозе-дус-Пиньяйс штата Парана, Бразилия.

### Начало профессиональной карьеры
Дебютировал в смешанных единоборствах на профессиональном уровне в июне 2008 года, выиграв у своего соперника техническим нокаутом в первом же раунде. Дрался в небольших бразильских промоушенах преимущественно в Куритибе — из большинства поединков выходил победителем, но случались и поражения.

### The Ultimate Fighter
Имея в послужном списке 19 побед и только три поражения, в марте 2012 года Маркус Винисиус стал участником первого бразильского сезона популярного бойцовского реалити-шоу The Ultimate Fighter. На отборочном этапе полулёгкого веса техническим нокаутом победил Педру Нобри и под пятым номером был выбран в команду наставника Вандерлея Силвы.
На первый раунд шоу ему в соперники достался боец противоположной команды Угу Виана — противостояние между ними продлилось все два раунда, в итоге судьи единогласно отдали победу Виане.
Поскольку команда Витора Белфорта выигрывала с разгромным счётом 7:1, для создания большей конкуренции Дэйна Уайт решил перетасовать команды, в результате чего Маркус Винисиус оказался в стане Белфорта. В одном из полуфиналов полулёгкого веса должны были встретиться Годофреду Пепеи и Родригу Дамм, однако врачи запретили Дамму драться, и его заменил Маркус Винисиус. В этом бою он проиграл сдачей во втором раунде.

### Ultimate Fighting Championship
Несмотря на проигрыш в TUF, Маркус Винисиус всё же получил возможность подписать контракт с крупнейшей бойцовской организацией мира Ultimate Fighting Championship и в июне 2012 года благополучно дебютировал в октагоне, выиграв техническим нокаутом у Вагнера Кампуса — заработал при этом бонус за лучший нокаут вечера.
В декабре 2012 года в рамках легчайшего веса провёл бой против Джонни Бедфорда, на сей раз во втором раунде сам оказался в нокауте.
На май 2013 года планировался бой против Иури Алкантары, но Маркус Винисиус вынужден был сняться с этого турнира из-за травмы.
Ради следующего поединка Маркус Винисиус спустился в наилегчайшую весовую категорию, но это не принесло ему успеха — в сентябре 2013 года последовало поражение от россиянина Али Багаутинова, и на этом его сотрудничество с организацией подошло к концу.

### Дальнейшая карьера
Покинув UFC, ещё в течение многих лет с переменным успехом выступал в различных менее престижных промоушенах, в конечном счёте вернувшись в привычную для себя полулёгкую весовую категорию.
В марте 2016 года отметился выступлением на турнире крупной российской организации Absolute Championship Berkut, техническим нокаутом во втором раунде проиграл чеченскому проспекту Адлану Батаеву.

## Статистика в профессиональном ММА
| Боёв 36  | Побед 24 | Поражений 11 |
| -------- | -------- | ------------ |
| Нокаутом | 9        | 7            |
| Сдачей   | 15       | 1            |
| Решением | 0        | 3            |
| Ничьи    | 1        | 1            |

| Результат | Рекорд  | Соперник                          | Способ                       | Турнир                                        | Дата             | Раунд | Время | Место                          | Примечание                 |
| --------- | ------- | --------------------------------- | ---------------------------- | --------------------------------------------- | ---------------- | ----- | ----- | ------------------------------ | -------------------------- |
| Победа    | 24-11-1 | Рафаэл Кобински                   | Сдача (анаконда)             | Adventure Fighters Tournament: Explosion      | 26 августа 2017  | 2     | 2:41  | Куритиба, Бразилия             |                            |
| Поражение | 23-11-1 | Рафаэл Корреа                     | Сдача (залом голени)         | Imortal FC 6                                  | 10 декабря 2016  | 1     | 3:14  | Куритиба, Бразилия             |                            |
| Поражение | 23-10-1 | Адлан Батаев                      | TKO (удары руками)           | ACB 31                                        | 9 марта 2016     | 2     | 4:25  | Грозный, Россия                |                            |
| Поражение | 23-9-1  | Сидней Леса ди Оливейра           | Единогласное решение         | Frontline Fight Series: Vina vs. Junior Abedi | 19 сентября 2015 | 3     | 5:00  | Сан-Жозе-дус-Пиньяйс, Бразилия |                            |
| Победа    | 23-8-1  | Эниас Гонсалвис                   | TKO (удары руками)           | Imortal FC 1                                  | 13 июня 2015     | 1     | 0:51  | Парана, Бразилия               |                            |
| Победа    | 22-8-1  | Луис Антониу                      | Сдача (рычаг локтя)          | CTF 9: The Return                             | 1 марта 2015     | 2     | 4:32  | Парана, Бразилия               |                            |
| Победа    | 21-8-1  | Жоржи Яхари                       | TKO (удары руками)           | Striker’s House Cup 42                        | 27 сентября 2014 | 2     | 0:52  | Парана, Бразилия               | Вернулся в полулёгкий вес. |
| Поражение | 20-8-1  | Дже Хун Мун                       | TKO (ногой в корпус)         | Road Fighting Championship 18                 | 30 августа 2014  | 1     | 2:30  | Сеул, Южная Корея              |                            |
| Поражение | 20-7-1  | Андерсон Берлингери               | KO (удар рукой)              | Talent MMA Circuit 6                          | 22 февраля 2014  | 1     | 3:43  | Куритиба, Бразилия             |                            |
| Поражение | 20-6-1  | Таиё Накахара                     | TKO (удары руками)           | Rebel Fighting Championship 1                 | 21 декабря 2013  | 1     | 3:21  | Каланг, Сингапур               |                            |
| Поражение | 20-5-1  | Али Багаутинов                    | TKO (удары руками)           | UFC Fight Night: Teixeira vs. Bader           | 4 сентября 2013  | 3     | 3:28  | Белу-Оризонти, Бразилия        | Бой в наилегчайшем весе.   |
| Поражение | 20-4-1  | Джонни Бедфорд                    | KO (удары руками)            | The Ultimate Fighter 16 Finale                | 15 декабря 2012  | 2     | 1:00  | Лас-Вегас, США                 | Бой в легчайшем весе.      |
| Победа    | 20-3-1  | Вагнер Кампус                     | TKO (удары)                  | UFC 147                                       | 23 июня 2012     | 3     | 1:04  | Белу-Оризонти, Бразилия        | Нокаут вечера.             |
| Победа    | 19-3-1  | Франсиску Силдерлан Лима да Силва | TKO (удары руками)           | WFE 10                                        | 16 сентября 2011 | 2     | 2:04  | Салвадор, Бразилия             |                            |
| Победа    | 18-3-1  | Рафаэл Мелу                       | TKO (удары руками)           | Brazilian Fight League 12                     | 13 августа 2011  | 3     | 0:58  | Куритиба, Бразилия             |                            |
| Победа    | 17-3-1  | Жозе Борроми                      | Сдача (треугольник)          | Octagono Espartano 3                          | 15 декабря 2010  | 2     | 2:55  | Пампатар, Венесуэла            |                            |
| Поражение | 16-3-1  | Фернанду Дуарти Герра             | Единогласное решение         | Brave FC: Challenge                           | 26 сентября 2010 | 3     | 5:00  | Куритиба, Бразилия             |                            |
| Победа    | 16-2-1  | Диегу Сантус                      | Сдача (удушение сзади)       | Power Fight Extreme 3                         | 7 августа 2010   | 1     | 2:12  | Куритиба, Бразилия             |                            |
| Победа    | 15-2-1  | Рафаэл Фагундис Машаду            | Сдача (удушение сзади)       | Samurai FC 3                                  | 25 апреля 2010   | 1     | 2:34  | Куритиба, Бразилия             |                            |
| Победа    | 14-2-1  | Андре Луис                        | TKO (удары руками)           | Samurai FC 3                                  | 25 апреля 2010   | 1     | 3:40  | Куритиба, Бразилия             |                            |
| Победа    | 13-2-1  | Андре Луис                        | Сдача (гильотина)            | Power Fight Extreme 2                         | 13 марта 2010    | 1     | 2:23  | Куритиба, Бразилия             |                            |
| Победа    | 12-2-1  | Рафаэл Фагундис Машаду            | Сдача (рычаг локтя)          | Brazilian Fight League 5                      | 19 декабря 2009  | 1     | N/A   | Куритиба, Бразилия             |                            |
| Победа    | 11-2-1  | Эдмилсон Соуза                    | Сдача (удушение сзади)       | Samurai FC 2                                  | 12 декабря 2009  | 1     | 1:26  | Куритиба, Бразилия             |                            |
| Ничья     | 10-2-1  | Рогелсон Энрике Силвейра          | Ничья                        | Torneio Estimulo                              | 20 ноября 2009   | 3     | 5:00  | Куритиба, Бразилия             |                            |
| Поражение | 10-2    | Эрик Карлус Силва                 | Единогласное решение         | Brazilian Fight League 4                      | 7 ноября 2009    | 3     | 5:00  | Куритиба, Бразилия             |                            |
| Победа    | 10-1    | Диегу Марлон                      | Сдача (удушение сзади)       | Brazilian Fight League 3                      | 26 сентября 2009 | 1     | 3:10  | Сан-Жозе-дус-Пиньяйс, Бразилия |                            |
| Победа    | 9-1     | Лаэрти Лайо                       | Сдача (рычаг локтя)          | Samurai FC                                    | 12 сентября 2009 | 1     | 1:44  | Куритиба, Бразилия             |                            |
| Победа    | 8-1     | Диегу Батаглиа                    | TKO (удары руками)           | Torneio Estimulo: First Round                 | 7 июня 2009      | 1     | 2:54  | Сан-Паулу, Бразилия            |                            |
| Победа    | 7-1     | Камикаси Камикаси                 | TKO (остановлен секундантом) | Brazilian Fight League 1                      | 17 мая 2009      | 1     | 5:00  | Куритиба, Бразилия             |                            |
| Поражение | 6-1     | Вагнер Гавеа                      | KO (слэм)                    | Brave FC 1                                    | 6 декабря 2008   | 1     | 2:25  | Куритиба, Бразилия             |                            |
| Победа    | 6-0     | Диегу Меркуриу                    | Сдача (треугольник)          | Fight Planet 2                                | 18 ноября 2008   | 1     | 1:48  | Сан-Матеус-ду-Сул, Бразилия    |                            |
| Победа    | 5-0     | Жозе Карлус Соарис                | Сдача (рычаг локтя)          | Champions Fight Grand Prix                    | 16 августа 2008  | 1     | N/A   | Куритиба, Бразилия             |                            |
| Победа    | 4-0     | Маркус Оливейра                   | Сдача                        | Champions Fight Grand Prix                    | 16 августа 2008  | 2     | N/A   | Куритиба, Бразилия             |                            |
| Победа    | 3-0     | Алесандри Жакари                  | Сдача (рычаг локтя)          | Champions Fight Grand Prix                    | 16 августа 2008  | 2     | N/A   | Куритиба, Бразилия             |                            |
| Победа    | 2-0     | Алесандри Жакари                  | Сдача (удушение сзади)       | Curitiba Top Fight 6                          | 19 июля 2008     | 1     | N/A   | Куритиба, Бразилия             |                            |
| Победа    | 1-0     | Орестис Бетран                    | TKO (удары руками)           | Champions Fight                               | 14 июня 2008     | 1     | N/A   | Куритиба, Бразилия             |                            |